# Цицернаванк
Цицернаванк (арм. Ծիծեռնավանք [tsitsɛrnɑvɑnkʰ]; также Агоглан, азерб. Ağoğlan) — раннесредневековый армянский монастырь в Лачынском районе Азербайджана. Монастырь расположен на северо-западной окраине села Гюсюлю на правом берегу реки Ахмедли (Агоглан), в 5 км от границы с Республикой Армения. На севере монастыря расположено средневековое армянское кладбище.
Самый известный и наиболее хорошо сохранившийся на территории исторической Армении образец трехнефной базилики, одна из самых древних церквей исторической Армении с подковообразными апсидами. В советские времена монастырь Цицернаванк со всеми историко-архитектурными сооружениями был включён в список памятников всесоюзного значения. Решением Кабмина Азербайджана от 2001 года монастырь включён в список охраняемых государством памятников архитектуры.

## Этимология
Называние монастыря «Цицернаванк» (арм. Ծիծեռնավանք) буквально переводится с армянского  «монастырь ласточки» или «монастырь мизинца» (согласно традиции, в могиле севернее двух ризниц захоронен мизинец апостола Петра).

## История
Монастырь расположен в исторической армянской провинции Сюник. Датируется IV—VI веками (иногда IX в.) и признан как армянский пример восточного архитектурного типа. Профессор Йенского университета А. Плонтке-Лунинг относит Цицернаванк к числу тех базилик Армении, которые несомненно возведены в доарабскую эпоху. Для наиболее ранних слоев здания нет точных дат, однако некоторые косвенные данные указывают на доарабский период. Храм являлся важным местом паломничества.
Храм расположен в селе, в прошлом носившем имя Гочас. По преданию, «Цицернаванк» был построен армянским меликом Туманом. Последнему явился апостол Пётр и приказал построить храм на горе Гочас, куда армянский мелик привёз мизинец с правой руки апостола Петра. Отсюда название храма «Цицернаванк» — «монастырь мизинца».
Возле западной стены храма закопан большой камень в виде креста — «Агравахач». Под камнем покоится ворона, которая по преданию спасла жизни более двухсот человек. Во время постройки монастыря мелик Туман давал обед всем присутствующим. Во время приготовления пищи, в чан с едой незаметно для всех заползла ядовитая змея. Внезапно над котлом появилась ворона, которая стала кружить над готовящейся едой. В момент, когда повар хотел попробовать блюдо, ворона стрелой нырнула в чан и заживо сварилась. Мелик и рабочие сочли еду непригодной к употреблению и, выливая её, увидели разварившиеся куски ядовитой змеи. Вылитую пищу попробовали бродячие собаки, после чего они сразу же умерли. Поняв, что ворона спасла им жизнь, люди решили воздать ей почести. Птицу похоронили и установили над ней крестообразный камень, который стал называться «Агравахач» (арм. Ագրավախաչ) — вороний крест. В былые времена армяне со всей округи в дни Преображения и Вознесения Христова стекались в село к монастырю с целью поклонения главной реликвии храма — мизинцу апостола Петра. Женщины, дети которых ещё не научились ходить, купали их над Агравахачем, после этого оставляли там две восковых свечи, два яйца и подковы с двумя гвоздями. Согласно легенде, монастырь был построен на месте языческого капища. Об этом говорит его название: «цицернак» по-армянски значит «ласточка», а культ ласточки в дохристианской Армении был одним из самых распространённых.
Как сообщал этнограф Ерванд Лалаян, монастырь был важным местом паломничества: в день Вознесения Христа и день св. Креста со всех концов Зангезура тысячи паломников приходили сюда и резали 1200—1400 овец. Согласно Лалаяну, поскольку тюрки также считали монастырь местом силы, называя его «Аг-оглан» и приезжая сюда с паломничеством, монастырь сохранился невредимым и чистым. Аг-оглан по-тюркски означает «белый юноша». Согласно работе археолога и кавказоведа Евгении Пчелиной, участвовавшей в 1924 году в экспедиции по Курдистанскому уезду, окрестное мусульманское население называло церковь «Агоглан» — «белый юноша».
С 1992 по 2020 год территория, на которой находится монастырь, контролировалась непризнанной Нагорно-Карабахской республикой.
В 2001 году церковь была отреставрирована, и в ней возобновились богослужения.

## Устройство
Базилика Цицернаванка имеет три нефа и одну подковообразную апсиду, включённые в прямоугольную стену, что свойственно армянской традиции и соответствует преобладавшей в V веке модели. Сводчатые нефы разделены колоннами и покрыты общей двускатной крышей.
Из стены базилики, по обе стороны от перекрытия, выступают две консоли, которые могли служить опорой деревянного фронтона либо другого вида лёгкого карниза.

## Надписи и изображения монастыря
В монастыре и близ него сохранилось множество армянских надписей. Надгробия и хачкары с армянской эпитафией рассказывают историю общины, о людях которые жили вокруг храма, об их укладе и занятиях. Как отмечает Музей библии в Вашингтоне: Эти надписи и памятники, на которых они изображены, носящие имена родителей, детей и других лиц, составляют настоящую книгу истории армянской жизни региона.
На одном из хачкаров X века установленном на углу у одного из южных входов церкви сохранилась пятистрочная армянская надпись гласящая «Господи Христос, Григора, любящего брата Азата, недостойного слуги помяните в молитвах». На другом хачкаре, вбитом в стену сводчатой трапезной, по армянски написано: «Святой Крест. Помни Гузаль во Христе. В 1605 году».
На одной из каменных колонн нефа вырезан характерный для армянской традиции геометрический медальон.

## Албанизация монастыря в Азербайджане
В Азербайджанской Республике монастырь называется Агоглан (азерб. Ağoğlan); государство отказывается признавать армянский характер монастыря, вместо этого называя его «кавказско-албанским». Ещё в 1986 году азербайджанский историк по Кавказской Албании Ахундов называл церковь «Цицернаванк» и сообщал, что она расположена на «реке Аг-Оглан», однако в дальнейшем название церкви также было изменено на «Агоглан».
Тезис о том, что Цицернаванк и другие армянские церкви в Карабахе на самом деле «кавказско-албанские», был впервые выдвинут Зией Буниятовым в 1960-х годах в советском Азербайджане и подхвачен азербайджанскими политиками, которые утверждали, что церкви не были армянскими (а следовательно, и жители Карабаха тоже не были армянами), игнорируя факт, что они были построены в армянском стиле и покрыты надписями на армянском языке.

## Галерея

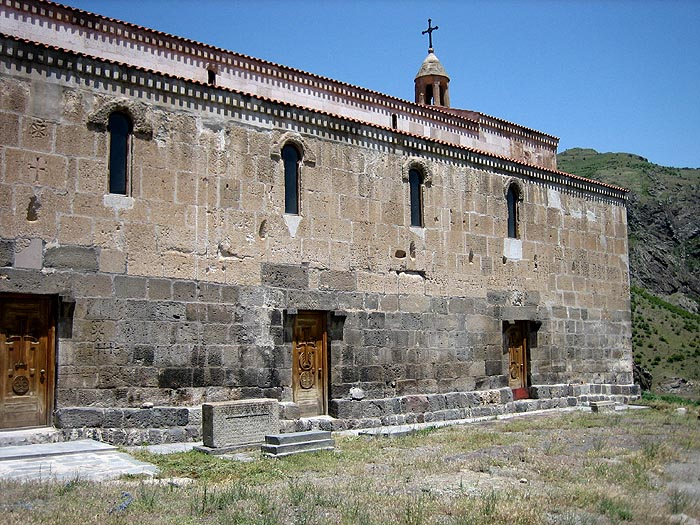
Внешний вид монастыря
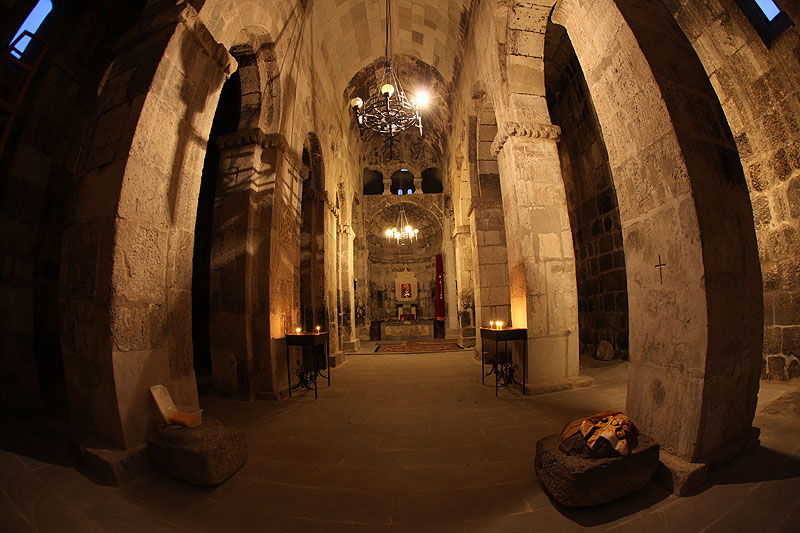
Интерьер монастыря
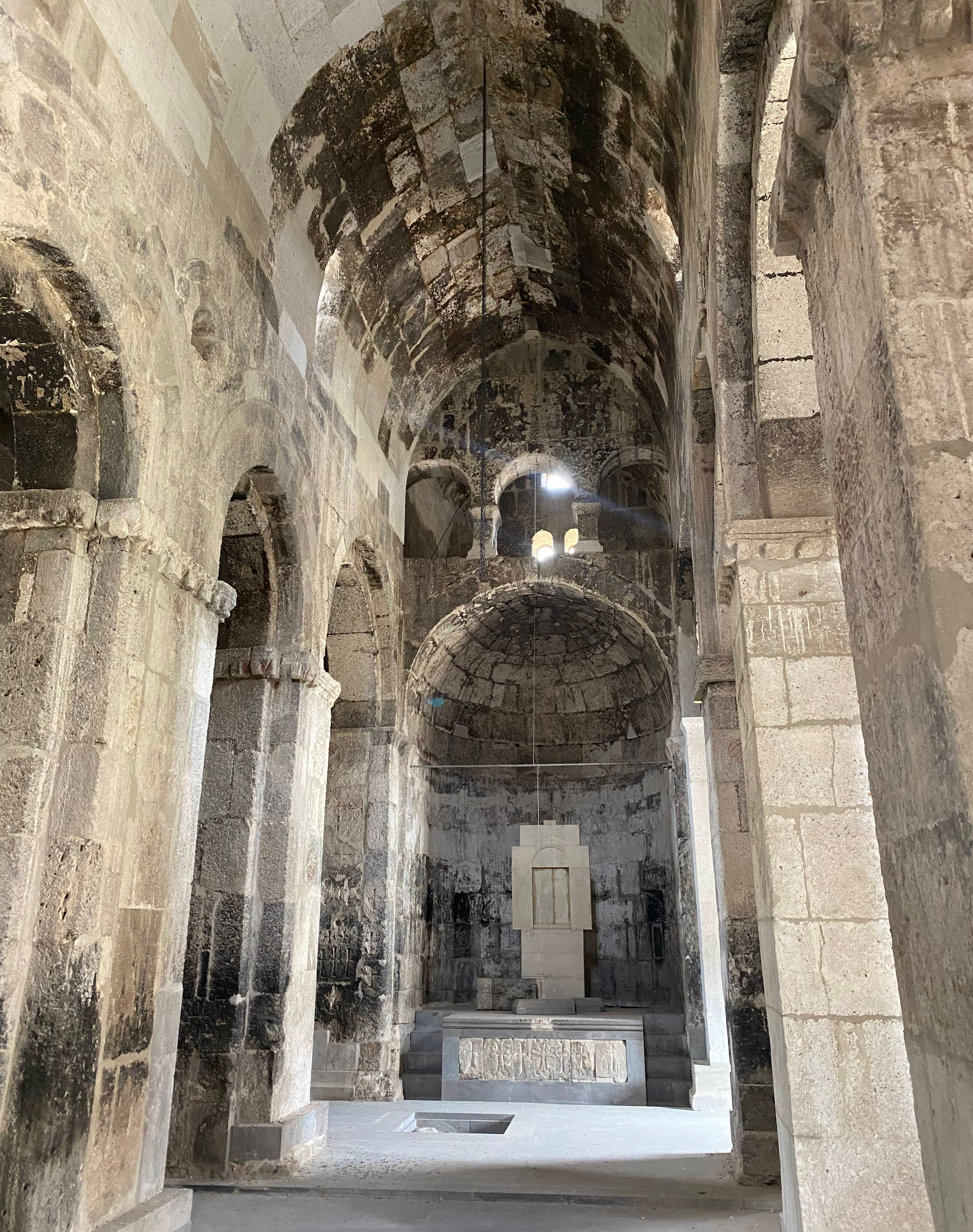
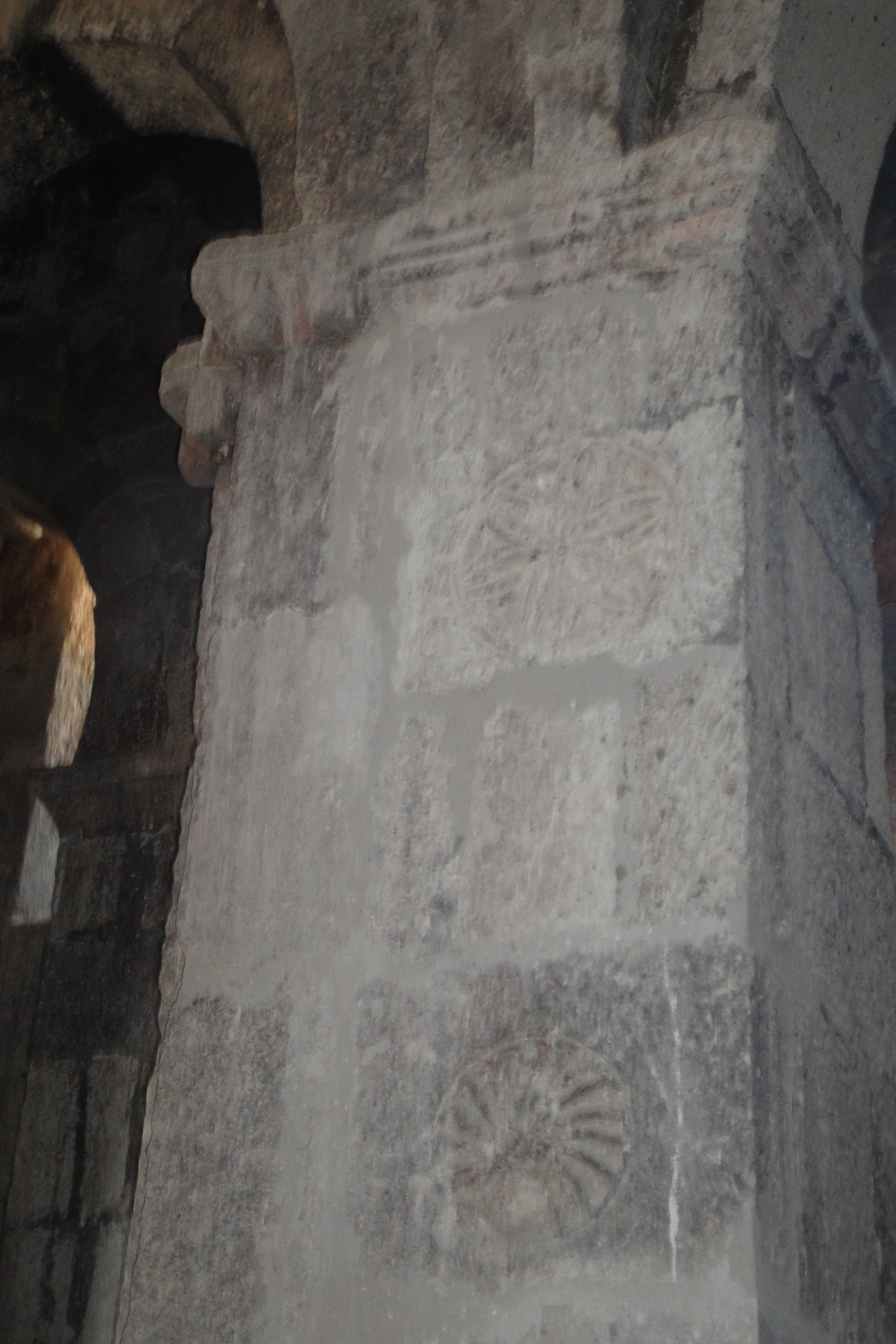
Колонна храма с изображением аревахача
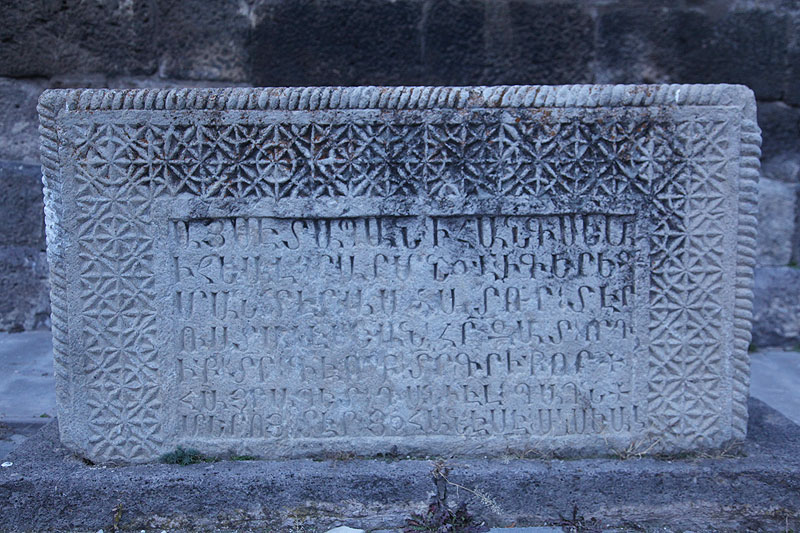
Надгробие с армянской эпитафией
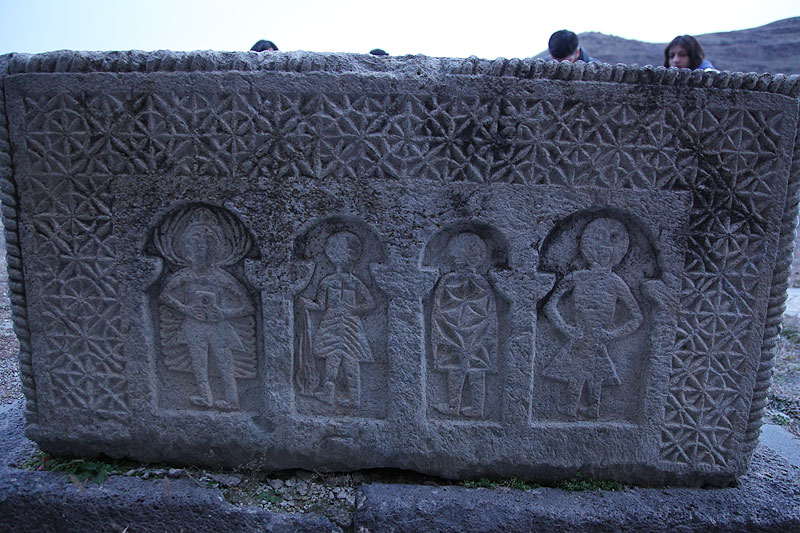
Обратная сторона надгробия
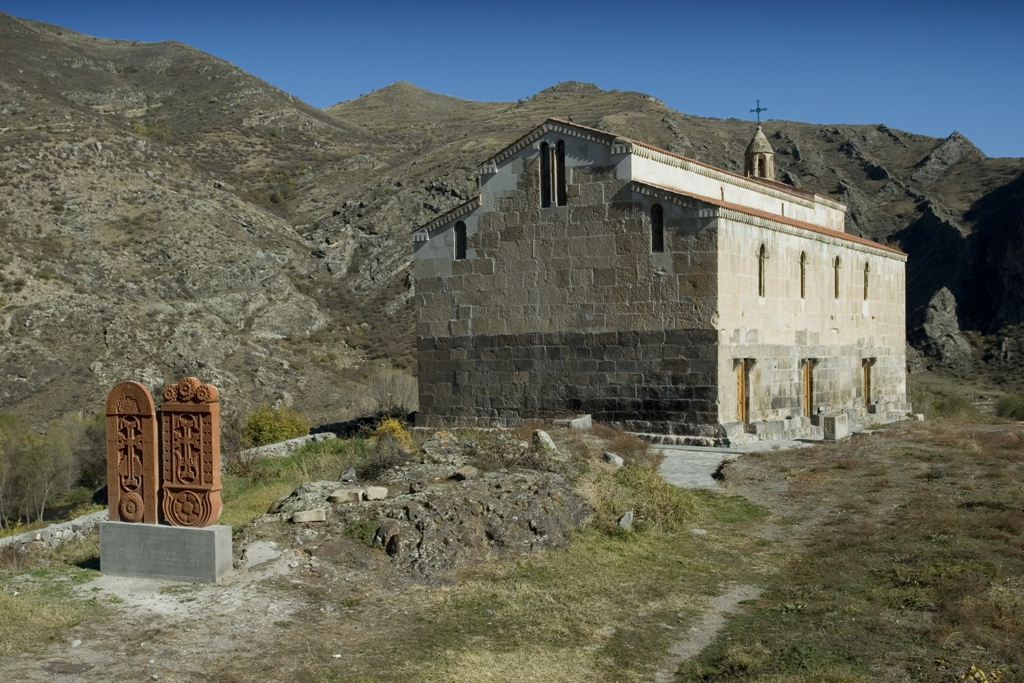
Хачкары близ храма (демонтированы в конце 2020 года и вывезены в Армению)
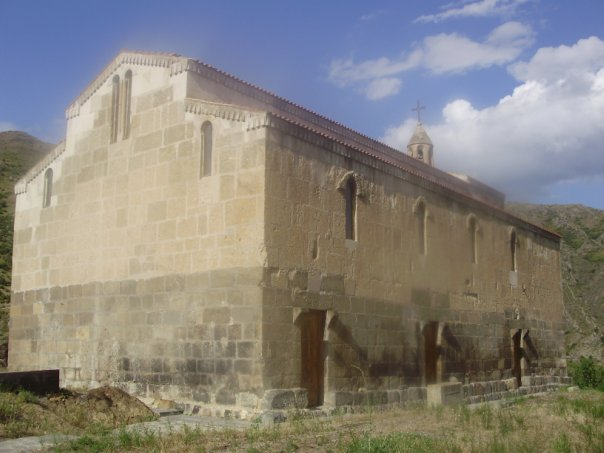
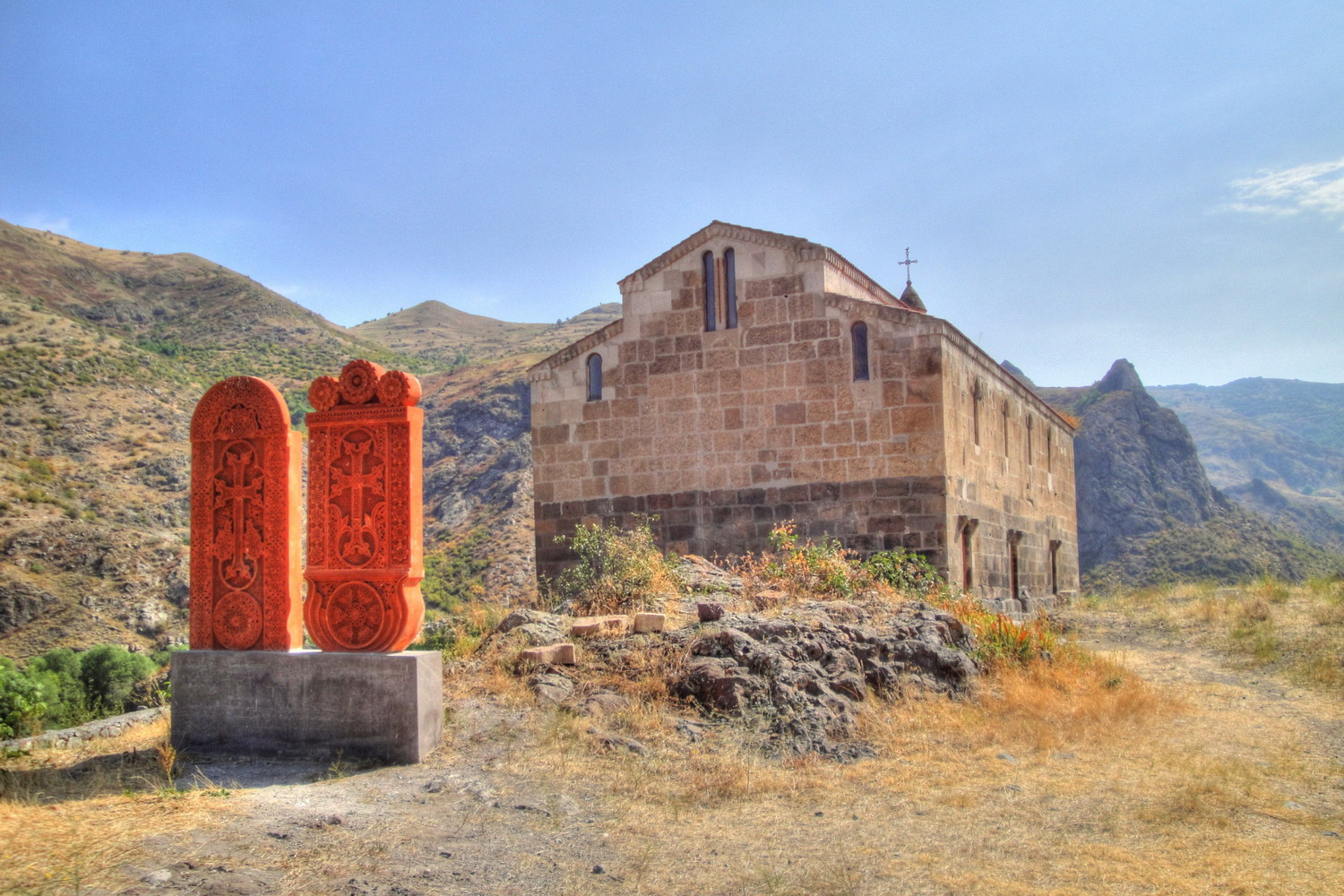
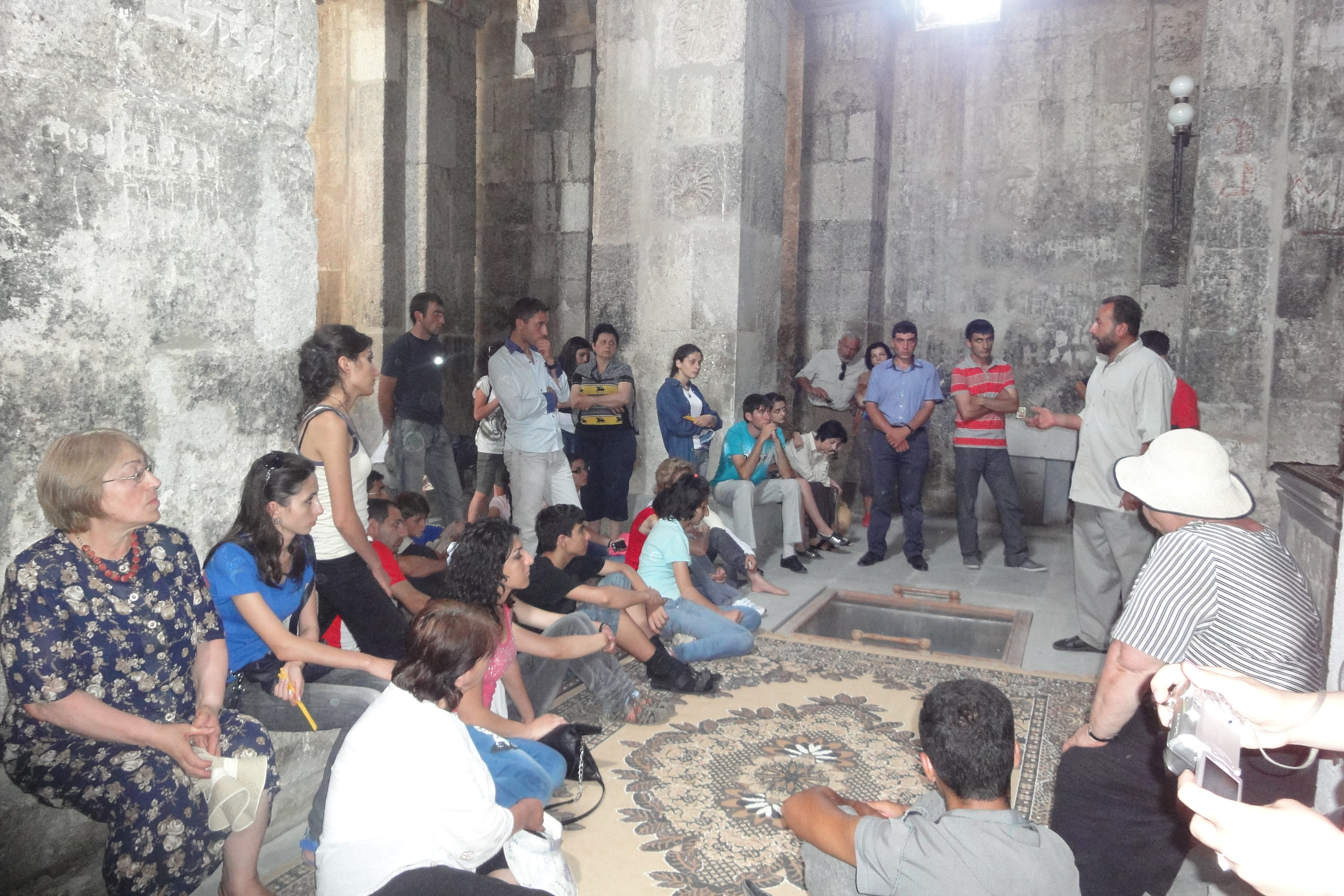
Паломники и туристы
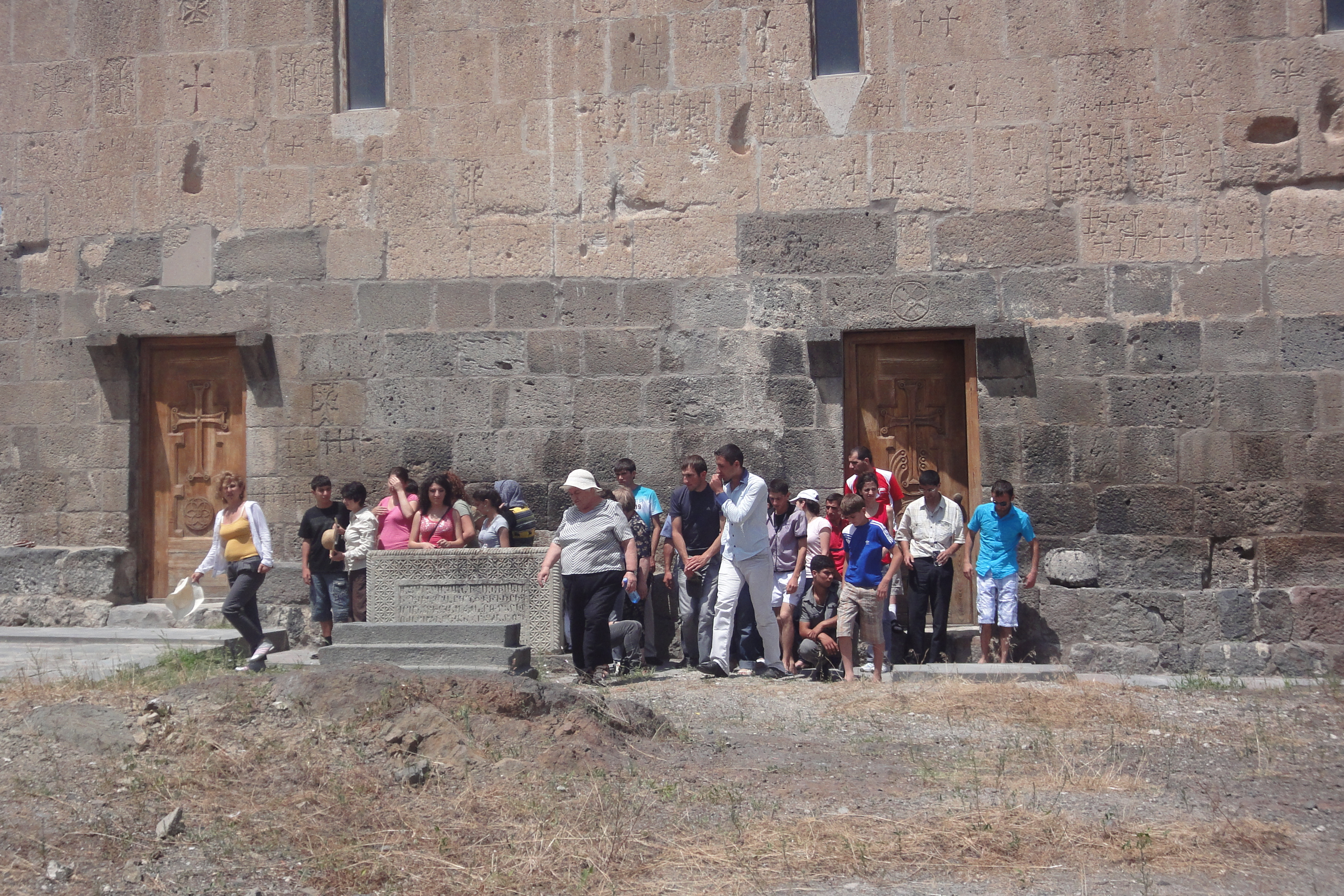